# Andri Sokolovski
Andri Sokolovski (Moscú, Rusia, 16 de julio de 1978) es un atleta ucraniano retirado especializado en la prueba de salto de altura, en la que consiguió ser subcampeón mundial en pista cubierta en 2001.

## Carrera deportiva
En el Campeonato Mundial de Atletismo en Pista Cubierta de 2001 ganó la medalla de plata en el salto de altura, con un salto por encima de 2.29 metros, tras el sueco Stefan Holm (oro con 2.32 metros) y por delante de otro sueco Staffan Strand (bronce también con 2.29 metros pero en más intentos).